# 태왕E&C
태왕(泰旺)이앤씨는 대한민국 대구경북의 건설회사이다. 주요 아파트 브랜드는 아너스이다.

## 건설 중인 단지
- 이시아폴리스 태왕 아너스타워(대구광역시 동구 봉무동)

## 건설 예정인 단지
- 동촌역 태왕 아너스 르네상스(대구광역시 동구 검사동)
- 칠곡 왜관 태왕 아너스 센텀(경상북도 칠곡군 왜관읍 왜관리)
- 봉덕3동 태왕 아너스 (대구광역시)

## 연혁
- 2021.01.18 본사 사옥 이전
- 2014.05.12 조경공사업 면허 취득(03-0055)
- 2011.05.20 정보통신공사업 면허 취득(제53018호)
- 2010.09.24 ㈜태왕이 ㈜태왕E&C로 상호변경
- 1998.12.22 산업설비공사업 면허 취득(제98-142호)
- 1997.03.25 해외건설업 등록(제210호)
- 1995.09.26 ㈜태왕주택이 ㈜태왕으로 상호변경
- 1995.07.06 전문소방시설공사업 면허 취득(제95-5호)
- 1992.12.04 토목·건축공사업 면허 취득(제1106호)
- 1991.09.05 제2종 전기공사업 면허 취득(제122호)
- 1991.04.08 대지조성 사업자등록(대구91-3호)
- 1988.09.01 ㈜태왕주택 법인 설립
- 1988.04.12 주택건설 사업자등록(대구88-18호)
- 1988.04.12 태왕주택 설립